# Fourth Man Out

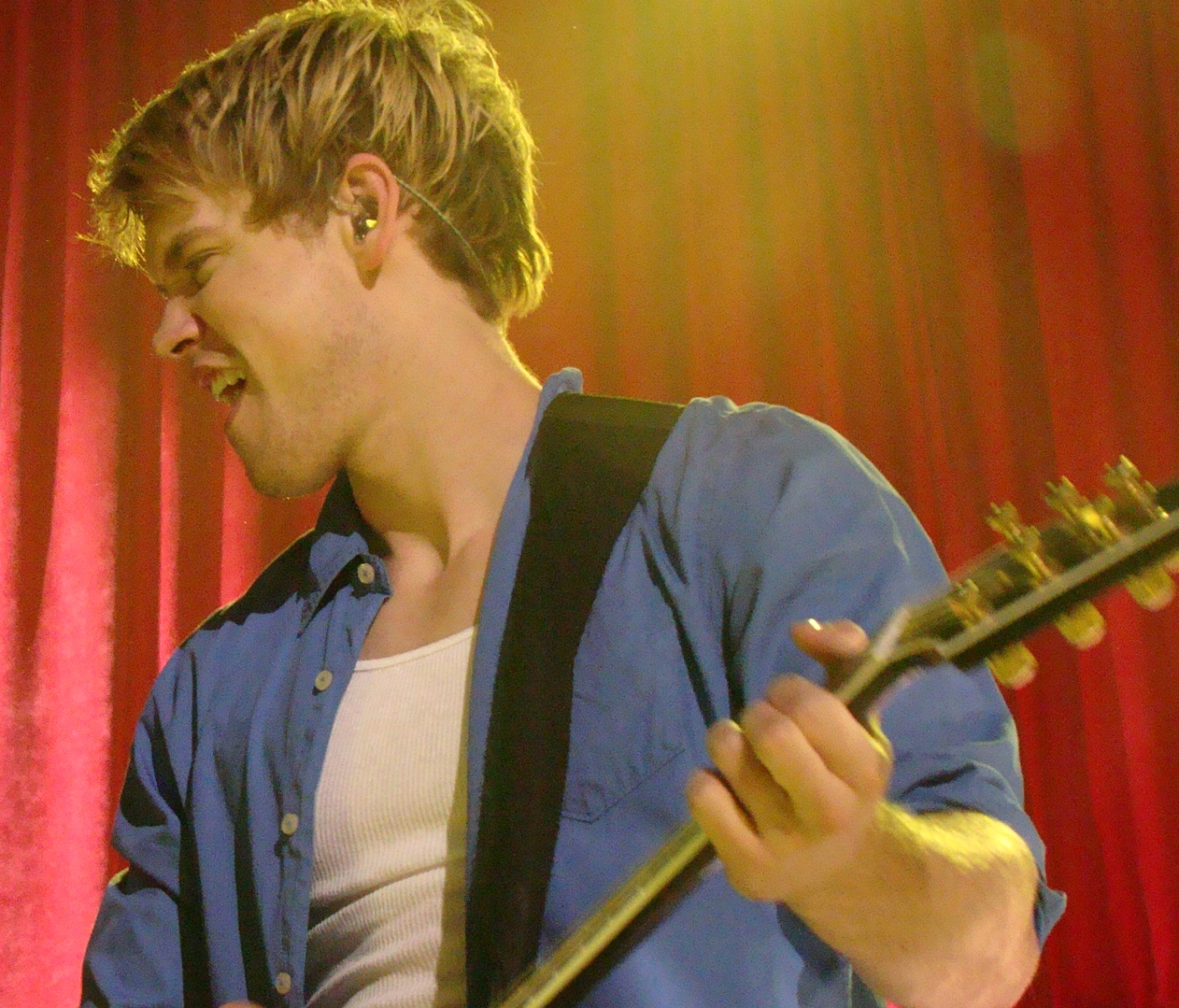
Chord Overstreet, odtwórca drugoplanowej roli Nicka.

Fourth Man Out (pisownia alternat. 4th Man Out) – amerykański film fabularny z 2015 roku, napisany przez Aarona Dancika oraz wyreżyserowany przez Andrew Nackmana. Opowiada historię mechanika samochodowego (w tej roli Evan Todd), który dokonuje coming outu przez przyjaciółmi (Parker Young, Chord Overstreet, Jon Gabrus). Światowa premiera obrazu odbyła się 26 maja 2015 podczas Toronto LGBT Film Festival. Po emisjach na licznych festiwalach dookoła świata projekt trafił do kin na terenie USA 5 lutego 2016. Pomimo mieszanych recenzji krytyków, Fourth Man Out wyróżniony został jedenastoma nagrodami filmowymi.

## Opis fabuły
Niewielkie amerykańskie miasteczko. 24-letni mechanik samochodowy, Adam, wyznaje swoim przyjaciołom, że jest gejem. Chris, Nick i Ortu są zszokowali; Adam to wcielenie męskości. Gdy zdają sobie sprawę, że ich najlepszy kumpel − pomimo dokonanego coming outu − wciąż pozostaje osobą, którą znali całe życie, postanawiają pomóc znaleźć mu partnera. Adam, którego życie uczuciowe nigdy nie było szczególnie wybujałe, przechodzi przez serię nieudanych randek, a Chris, Ortu i Nick uczą się tolerancji i zrozumienia.

## Obsada
- Evan Todd − Adam Hutcherson
- Parker Young − Chris
- Chord Overstreet − Nick
- Jon Gabrus − Ortu
- Jennifer Damiano − Tracy
- Brooke Dillman − Martha
- Kate Flannery − Karen
- Doug Moe − Bradstar
- Tommy Bracco − Giovanni
- Jake Epstein − artysta Marc
- Jordan Lane Price − Jessica
- Alex Rennie − Paul
- Sean Hankinson − Derek
- Christopher Whalen − Ugo
- Nick Clark − Matt

## Produkcja
Film kręcono w nowojorskim Albany na przestrzeni zaledwie siedemnastu dni; w ciągu jednego dnia zdjęciowego realizowano przeciętnie pięć stron materiału ze scenariusza. Do ról gejowskich reżyser Andrew Nackman zaangażował homoseksualnych aktorów. Odtwórca roli przodującej, Evan Todd, wyznał, że jego pracę na planie zainspirowały doświadczenia własnego coming outu, co − zdaniem Nackmana − "wielce pomogło mu w udźwignięciu kreacji". Chord Overstreet, znany jako Sam Evans z serialu telewizyjnego Glee, był pierwszym aktorem, który podpisał kontrakt na występ w filmie.

## Wydanie filmu
Światowa premiera Fourth Man Out przypadła na 26 maja 2015 roku; obraz zaprezentowano wówczas uczestnikom festiwalu filmów o tematyce LGBT w Toronto. Cztery dni później film wyświetlono na Międzynarodowym Festiwalu Filmowym w Seattle, a 15 czerwca − na TLVFest, telawiwskim festiwalu kina LGBT. W lipcu 2015 projekt obejrzeli widzowie Philadelphia LGBT Film Festival, Salt Lake City LGBT Film Festival oraz Outfest Los Angeles. 25 października 2015 Fourth Man Out stał się częścią Ottawa LGBT Film Festival, a 30 października został pokazany podczas LesGaiCineMad w Hiszpanii. 5 lutego 2016 film miał swoją premierę w amerykańskich kinach. W maju 2016 odnotował premierę kinową w Serbii (pod tytułem Tri muškarca i onaj četvrti), a także internetową w Niemczech i Francji, gdzie wydano go w serwisach VOD. Odbyły się też seanse obrazu na festiwalach kina LGBT we Włoszech i Australii. W marcu 2016 reżyser Andrew Nackman wyznał, że miał okazję obejrzeć swoją produkcję na różnych festiwalach blisko pięćdziesiąt razy.

## Recenzje
Richard Knight, dziennikarz współpracujący z magazynem Windy City Times, uznał, że Fourth Man Out "sprytnie manewruje schematami 'kolesiowskiej komedii'" (ang. dude comedy). Gareth Johnson (Gay Star News) podsumował film jako "współczesną, dającą się lubić komedię o przyjaźni i tożsamości". Inkoo Kang (thewrap.com) skwitowała obraz jako "nieśmieszny i przestarzały".
Sklasyfikowany na liście dziesięciu „najsłodszych” filmów o tematyce LGBTQ+ według portalu Queer.pl.

## Nagrody i wyróżnienia
- 2015, Chicago Gay and Lesbian International Film Festival:
  - nagroda przyznana za najlepszy narracyjny film pełnometrażowy (wyróżnieni: Andrew Nackman, Lauren Avinoam, Lauren Hogarth, Jed Mellick)[4]
- 2015, Seattle International Film Festival:
  - nominacja do nagrody New American Cinema (Andrew Nackman)[4]
- 2015, L.A. Outfest:
  - Nagroda Widzów w kategorii wybitny narracyjny film pełnometrażowy (Andrew Nackman, Lauren Avinoam, Lauren Hogarth, Jed Mellick)[4]
- 2015, Heartland Film Festival:
  - Nagroda Festiwalowa przyznana za najlepszy film narracyjny (Andrew Nackman)[4]
- 2015, Iris Prize Festival:
  - nagroda Iris Prize w kategorii najlepszy film pełnometrażowy (Andrew Nackman)[4]
- 2015, Miami Gay and Lesbian Film Festival:
  - Nagroda Widzów w kategorii najlepszy film (Andrew Nackman)[4]
- 2015, North Carolina Gay and Lesbian Film Festival:
  - Nagroda Jurorów w kategorii najlepszy męski film fabularny (Andrew Nackman)[4]
- 2015, Out on Film, Atlanta, US:
  - Nagroda Widzów w kategorii najlepszy film pełnometrażowy (subkategoria ogólna) (Andrew Nackman)[4]
- 2015, Philadelphia International Gay & Lesbian Film Festival:
  - Nagroda Jurorów w kategorii najlepszy debiutujący reżyser (Andrew Nackman)[4]
  - Nagroda Widzów w kategorii najlepszy film pełnometrażowy (Andrew Nackman, Lauren Avinoam, Lauren Hogarth, Jed Mellick)[4]
- 2015, Rhode Island International Film Festival:
  - nagroda First Prize w kategorii najlepszy film pełnometrażowy (Andrew Nackman, Lauren Avinoam, Lauren Hogarth, Jed Mellick)[4]
- 2015, Toronto Inside Out Lesbian and Gay Film and Video Festival:
  - Nagroda Widzów w kategorii najlepszy film pełnometrażowy (Andrew Nackman, Lauren Avinoam, Lauren Hogarth, Jed Mellick)[4]